# Anna-Stina Ehrenfeldt
Anna-Stina Ehrenfeldt, folkbokförd Dahlström, född 2 januari 1927 i Söndrums församling, Hallands län, död 16 juli 2003  i Lunds domkyrkoförsamling, Skåne län, var en svensk konstnär. 
Ehrenfeldt var gift med författaren Sture Dahlström från 1948 och till hans död 2001. 
Ehrenfeldt, som var dotter till fabrikör Bruno Ehrenfeldt och Elsa Hertz, studerade måleri för Halmstadgruppens Axel Olsson 1939–1940, vid Cornéers målarskola i Stockholm 1945–1946 och vid Skånska målarskolan i Malmö 1947. Hon hade permanent utställning i Heinge-Borgens Konsthallar i Lövestad och höll utställningar i Stockholm, Spanien, London, San Francisco, New York, Taos (New Mexico), Tucson, Glemmingebro, Malmö och Ystad.